# Annius Rufus (Centurio)

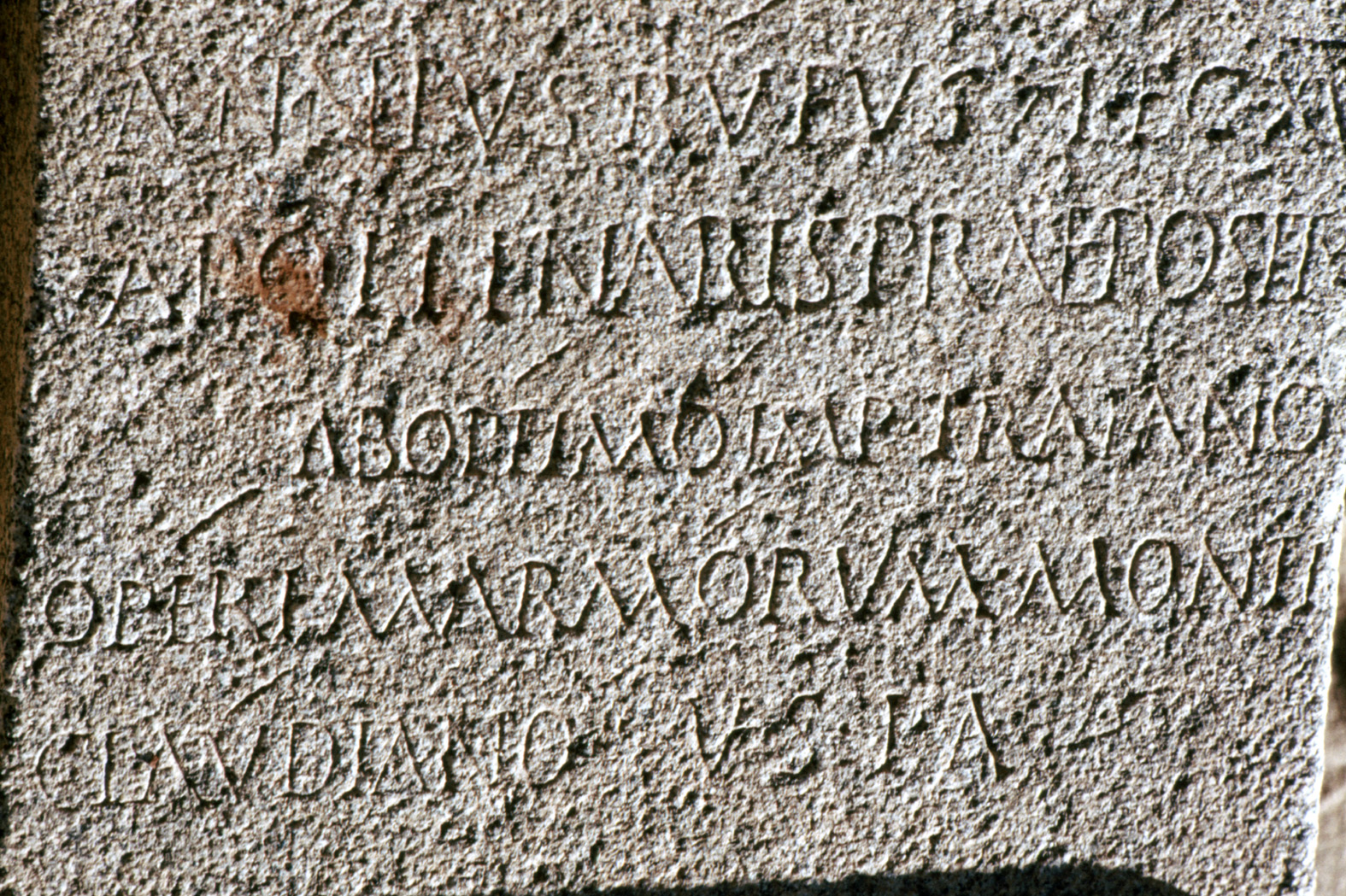
Der Stein in Ägypten mit der Inschrift

Annius Rufus (sein Praenomen ist nicht bekannt) war ein im 1. und 2. Jahrhundert n. Chr. lebender Angehöriger der römischen Armee. Er ist durch zwei Inschriften belegt.
Durch eine Inschrift, die auf dem Gebiet des ehemaligen Legionslagers Vindobona (Wien) gefunden wurde, ist nachgewiesen, dass Rufus zuerst als Centurio in der Legio XIII Gemina diente, die ihr Hauptlager zu diesem Zeitpunkt in Vindobona in der Provinz Pannonia hatte. Zu einem unbestimmten Zeitpunkt danach wurde er in die Legio XV Apollinaris versetzt.
Durch eine weitere Inschrift, die auf dem Gebiet des antiken Steinbruchs Mons Claudianus in Ägypten gefunden wurde, ist belegt, dass er als Centurio der Legio XV Apollinaris durch Kaiser Trajan (98–117) zum militärischen Kommandeur des Steinbruchs (praepositus ab Optimo Imperatore Traiano operi marmorum monte Claudiano) ernannt wurde.

## Versetzung in die Legio XV Apollinaris
Laut Martin Mosser gibt es mehrere Theorien, wie Rufus zum Vorsteher des Steinbruchs wurde. Er könnte als Centurio der Legio XIII Gemina in Vindobona zur Legio XV Apollinaris in Carnuntum versetzt worden sein, bevor die Legio XIII Gemina (vermutlich um 101/102) verlegt wurde, um am ersten Dakerkrieg teilzunehmen; als Centurio der Legio XV Apollinaris wäre er dann zwischen 102 und 117 zu den Steinbrüchen versetzt worden. Möglicherweise war die Legio XV Apollinaris aber schon im Osten des römischen Reiches stationiert und Rufus wurde von dort mit einer Abteilung der Legion zu dem Steinbruch in Ägypten abgeordnet.
Everett L. Wheeler hält es ebenfalls für möglich, dass Rufus vor 101 zur Legio XV Apollinaris wechselte, bevor die Legio XIII Gemina für den bevorstehenden Dakerkrieg verlegt wurde. James Robert Summerly hält es für wahrscheinlich, dass sein Wechsel erfolgte, als beide Legionen in Pannonia stationiert waren oder dass er während ihres Einsatzes in den Dakerkriegen in die Legio XV Apollinaris übertrat.
Radu Urloiu geht ebenfalls davon aus, dass Rufus um 101 zur Legio XV Apollinaris wechselte, bevor die Legio XIII Gemina verlegt wurde. Er nimmt weiterhin an, dass die Legio XV Apollinaris bereits in Ägypten stationiert war, als Rufus mit einer Abteilung der Legion zu dem Steinbruch abgeordnet wurde, da die Überwachung der Steinbrüche grundsätzlich den in Ägypten stationierten Einheiten übertragen wurde.

## Datierung
Die Inschrift aus Vindobona wird bei der EDCS und bei der EDH auf 98/101 datiert. Die Inschrift vom Mons Claudianus wird bei der EDCS auf 98/117 datiert. Martin Mosser datiert die Inschrift aus Ägypten aufgrund des Beinamens Optimus auf 114/117. Everett L. Wheeler hält Optimus dagegen für nicht zwingend, um die Inschrift nach 114 zu datieren; er datiert diese Inschrift auf nach 103 und wahrscheinlich nach 106. Ähnlich wie Wheeler hält Radu Urloiu die Bezeichnung Optimus nicht für ausreichend für eine Datierung nach 114. James Robert Summerly datiert die Inschrift aus Vindobona auf ca. 92/105 und die Inschrift aus Ägypten auf ca. 114/117.